# 呰部町
呰部町（あざえちょう）は、岡山県上房郡にあった町。現在は真庭市の一部である。

## 沿革
- 1889年（明治22年）6月1日 - 町村制施行に伴い、阿賀郡阿口村、上呰部村、下呰部村が合併し、呰部村となる。阿口村・上呰部・下呰部が呰部村の大字となる。
- 1900年（明治33年）4月1日 - 阿賀郡の内、呰部村、上水田村、水田村、中井村、中津井村の範囲が上房郡に編入。その他の阿賀郡は哲多郡と合併し、阿哲郡となる。
- 1929年（昭和4年）7月1日 - 上房郡呰部村が町制、呰部町となる。
- 1953年（昭和28年）10月1日 - 上房郡上水田村、水田村、中津井村と合併、北房町となる。同日呰部町は廃止。呰部町の3大字は北房町に継承。

## 大字
現在は真庭市の大字として継承されている。
- 阿口（あくち）
- 上呰部（かみあざえ）
- 下呰部（しもあざえ）